# Movin' It On
Movin' It On – album Odetty wydany w roku 1987.

## Utwory
1. Give Me Your Hand
2. Sail Away, Ladies
3. Roll On Buddy
4. Take This Hammer
5. Lowlands
6. Deep Blue Sea
7. Michael Rowed The Boat Ashore
8. Ol' Howard's dead & Gone
9. House of the Rising Sun
10. When I Was A Young Girl
11. Ol' Howard
12. Irene, Goodnight
13. Movin' It On
14. This Little Light Of Mine